# Сейдимов, Расим
Расим Сейдимов (азерб. Rasim Seydimov, укр. Расім Сейдімов; род. 1975, Шеки, Азербайджанская ССР, СССР) — украинский и азербайджанский художник, куратор ряда арт-проектов. Член Национального союза художников Украины с 2008 года.

## Биография
Родился в 1975 году в городе Шеки, Азербайджанская ССР. В 17 лет переехал Кривой Рог, а затем в Киев, где большую часть времени работал в мастерской.
C 1999 по 2008 года принимал участие в коллективных выставках в Кривом Роге, Ивано-Франковске, Владимире-Волынском, Львове, Киеве, Одессе. В июне 2008 года представил работу «Мои друзья» в проекте «Битломания», где посвятил приезду в Киев Пола Маккартни.
В 2008 году был принят в Союз художников Украины.
С 27 октября по 28 ноября 2010 года проводил выставку «РасиМир» в Киеве по адресу ул. Глыбочицкая, 17. Киев.

## Творчество
Творчество Расима представляет собой комбинацию экспрессии, присущей современной живописи, с восточными мотивами, в частности, мотивами азербайджанского традиционного прикладного искусства
. Творческий путь Сейдимова представляет собой осмысление восточной архаики и вызовов современного западного искусства. Отсюда можно увидеть самобытные, яркие работы художника, постоянный эксперимент, синтез визуального начала и музыкального.
Картины Расима представляют собой соединение внутреннего, натурального, мира человека и урбанизированного пространства глобализированного мира, размывающего границу между Западом и Востоком.

## Работы
- Персональная выставка, проект "Зачем пришёл?" (галерея "Совиарт", Киев, 2008-2009 год)[3];
- Персональная выставка, проект «Реквием по Ходжалы» (галерея Фонда содействия развитию искусств, а также выставочный тур по городам Украины — Харьков, Днепропетровск, Донецк, 2009 год)[4];
- Участие в коллективной выставке украинских художников молодого поколения «Пришедшие в 2000-х» (ЦСМ М17, Киев, 2010 год);
- Персональная выставка, проект «РАСИМИР» Музей Современного Искусства Украины, Киев, 2010 год);
- Персональная выставка, проект «Реквием по Ходжалы» (галерея АртХолл, Фонд содействия развитию искусств, 2011 год);
- Участие в выставке «Современные азербайджанские художники» в рамках Дней азербайджанского искусства (Музей современного искусства, 2011);
- Персональная выставка «Летнее» (галерея АртХолл, Фонда содействия развитию искусств, 2012 год);
- Участие в коллективной выставке украинских художников по итогам крымского пленэра (Музей современного искусства, 2012).
- участник и куратор международного арт-проекта "МАГМА", год. Киев, Музей Киевская крепость, 2013 год.
- участник и куратор международного арт-проекта "Мой натюрморт", год. Киев, Музей Киевская крепость, 2014 год.
- участник арт-проекта «Огонь Любви» Посвящение Майдану (ЦСМ М17, 2014);
- Автор идеи, участник и пение куратор «Резиденты Добра», Art Kyiv Contemporary IX, Художественный Арсенал, 2014 год.;
- Совместный проект «Мир. Дружба. Познание» Р.Сейдимова и М.Маркина, Планетарий/Днепр, Галерея Ф-Арт /Кривой Рог, 2015 год.[5];
- Персональная выставка «Вместо Десерта» (Музей Владимира Высоцкого), Киев, 2015 год.
- Персональный проект «Сквозь Себя» (Музей истории Киева), Киев, 2017 год[6].